# Far-Eastern-Air-Transport-Flug 103
Am 22. August 1981 stürzte eine Boeing 737-200 auf dem Far-Eastern-Air-Transport-Flug 103 von Taipeh nach Kaohsiung ab. Dabei starben alle 110 Insassen.

## Flugzeug
Die Boeing 737 (Kennzeichen: B-2603, c/n: 19939, s/n: 151) hatte am 30. April 1969 ihren Erstflug absolviert und war am 5. Mai 1969 an die US-Fluggesellschaft United Air Lines ausgeliefert worden. Im April 1976 kaufte die taiwanische Far Eastern Air Transport (kurz FEAT) die Boeing und setzte sie anschließend im Linienflugverkehr auf Kurzstrecken innerhalb Taiwans ein. Zum Zeitpunkt des Unfalls hatte das Flugzeug insgesamt 33.313 Starts und Landungen absolviert.

## Unfallhergang
Etwa 14 Minuten nach dem Start vom Flughafen Taipeh-Songshan erfolgte in rund 6.700 Metern Flughöhe eine explosive Dekompression an der Unterseite der Boeing 737. Sie ging in einen unkontrollierten Sinkflug über und zerbrach in der Luft. Die Trümmer schlugen in einer bergigen Region nahe der Ortschaft Sanyi auf. Alle 110 Insassen starben, darunter die japanische Schriftstellerin Kuniko Mukōda.
| Nationalität       | Passagiere | Besatzung | Insgesamt |
| ------------------ | ---------- | --------- | --------- |
| Taiwan             | 81         | 6         | 87        |
| Japan              | 18         | -         | 18        |
| Vereinigte Staaten | 3          | -         | 3         |
| unbekannt          | 2          | -         | 2         |
| Total:             | 104        | 6         | 110       |

## Unfallursache

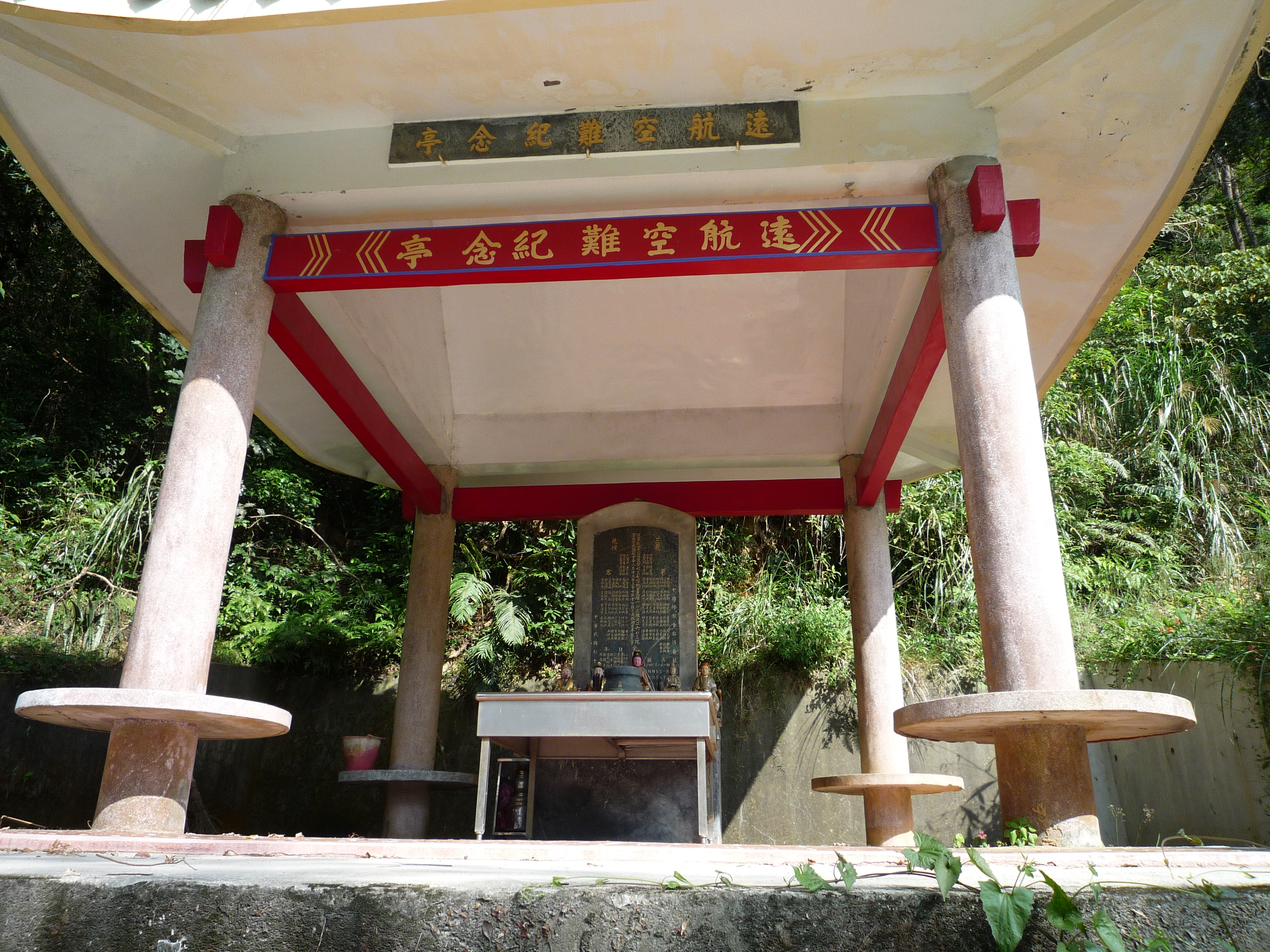
Gedenkstätte für FEAT-Flug 103

Bereits am 5. August 1981 musste ein Flug mit dieser Maschine aufgrund von Problemen mit dem Kabinendruck abgebrochen werden. Am Unfalltag traten auf einem Linienflug von Magong nach Taipeh erneut Druckprobleme an Bord auf. Vor dem Weiterflug nach Kaohsiung wurde daraufhin in Taipeh eine Reparatur durchgeführt, wobei die eigentliche Ursache für den Druckverlust unerkannt blieb.
Bei der Untersuchung der Wrackteile fand man Haarrisse und Korrosionsschäden an mehreren Rumpfabschnitten. Nach Ansicht der Ermittler waren diese durch die intensive Nutzung der Maschine auf Kurzstrecken entstanden und bei den Wartungen übersehen worden. Ein von Verschleiß betroffener Bereich an der Rumpfunterseite gab während des Fluges dem Kabinendruck nach. Infolge des schlagartigen Druckverlustes brachen Teile des Kabinenbodens ein; sie zerstörten die dort verlaufenden Steuerseile und elektrischen Leitungen, wodurch die Boeing unsteuerbar wurde.

## Ähnliche Flugunfälle
- Aloha-Airlines-Flug 243
- British-European-Airways-Flug 706
- China-Airlines-Flug 611
- Japan-Air-Lines-Flug 123